# Burkina Faso ai Giochi della XXXI Olimpiade
Il Burkina Faso ha partecipato  ai Giochi della XXXI Olimpiade, che si sono svolti a Rio de Janeiro, Brasile, dal 5 al 21 agosto 2016 con cinque atleti, tre uomini e due donne, in tre specialità.
Il portabandiera alla cerimonia di apertura è stato il judoka Rachid Sidibé.

## Risultati

### Atletica leggera
Il Burkina Faso ha ricevuto due slot universitari dalla IAAF che ha mandato una delegazione composta da un uomo e una donna alle Olimpiadi.
Maschile
| Atleta               | Evento       | Qualifiche | Qualifiche | Finale          | Finale          |
| Atleta               | Evento       | Misura     | Posizione  | Misura          | Posizione       |
| -------------------- | ------------ | ---------- | ---------- | --------------- | --------------- |
| Hugues Fabrice Zango | Salto triplo | 15.99      | 34         | Non qualificato | Non qualificato |

Femminile
| Atleta       | Evento        | Batteria | Batteria  | Semifinale      | Semifinale      | Finale          | Finale          |
| Atleta       | Evento        | Tempo    | Posizione | Tempo           | Posizione       | Tempo           | Posizione       |
| ------------ | ------------- | -------- | --------- | --------------- | --------------- | --------------- | --------------- |
| Marthe Koala | 100m ostacoli | 13.41    | 8         | Non qualificata | Non qualificata | Non qualificata | Non qualificata |

### Judo
Il Burkina Faso ha conquistato la quota continentale africana nei pesi massimi maschile (+100 kg) come miglior atleta africano nel ranking IFJ il 30 Maggio 2016.
| Atleta        | Evento          | Primo turno            | Ottavi               | Quarti               | Semifinale           | Ripescaggio          | Finale / BM          | Finale / BM     |
| Atleta        | Evento          | Avversario Risultato   | Avversario Risultato | Avversario Risultato | Avversario Risultato | Avversario Risultato | Avversario Risultato | Posizione       |
| ------------- | --------------- | ---------------------- | -------------------- | -------------------- | -------------------- | -------------------- | -------------------- | --------------- |
| Rachid Sidibé | +100kg Maschile | Khammo (UKR) L 000–100 | Non qualificato      | Non qualificato      | Non qualificato      | Non qualificato      | Non qualificato      | Non qualificato |

### Nuoto
Il Burkina Faso ha ricevuto delle wild card dalla FINA e ha mandato alle Olimpiadi due atleti.
| Atleta             | Evento                     | Batteria | Batteria  | Semifinale      | Semifinale      | Finale          | Finale          |
| Atleta             | Evento                     | Tiempo   | Posizione | Tempo           | Posizione       | Tempo           | Posizione       |
| ------------------ | -------------------------- | -------- | --------- | --------------- | --------------- | --------------- | --------------- |
| Tindwende Sawadogo | 50m stile libero Maschile  | 26.38    | 67        | Non qualificato | Non qualificato | Non qualificato | Non qualificato |
| Angelika Ouedraogo | 50m stile libero Femminile | 29.44    | =67       | Non qualificata | Non qualificata | Non qualificata | Non qualificata |